# Hermann Paucksch
Johann Gottlieb Hermann Paucksch (ur. 13 kwietnia 1816 w Landsbergu, zm. 5 maja 1899 tamże) – gorzowski fabrykant, fundator fontanny, właściciel willi na Zawarciu.

## Życiorys
W roku 1842 założył warsztat, który po utworzeniu Rzeszy w 1871 przeżył gwałtowny rozkwit. Paucksch dbał o rozwój techniczny i jakość wyrobów, a kotły parowe z Landsberga stały się znane na całym świecie. Mimo że w latach 90. zakład przekształcił się w spółkę akcyjną, ciągle duszą przedsiębiorstwa był "starszy pan" - niekwestionowany autorytet zawodowy i moralny. W 1879 z okazji wyprodukowania tysięcznego kotła parowego powołał Kasę Inwalidzką i Emerytalną, przekazując 5 tysięcy talarów i zobowiązując się wpłacać do niej co roku po dwa talary na każdego robotnika i urzędnika. Zmarł otoczony powszechnym szacunkiem w 1899.

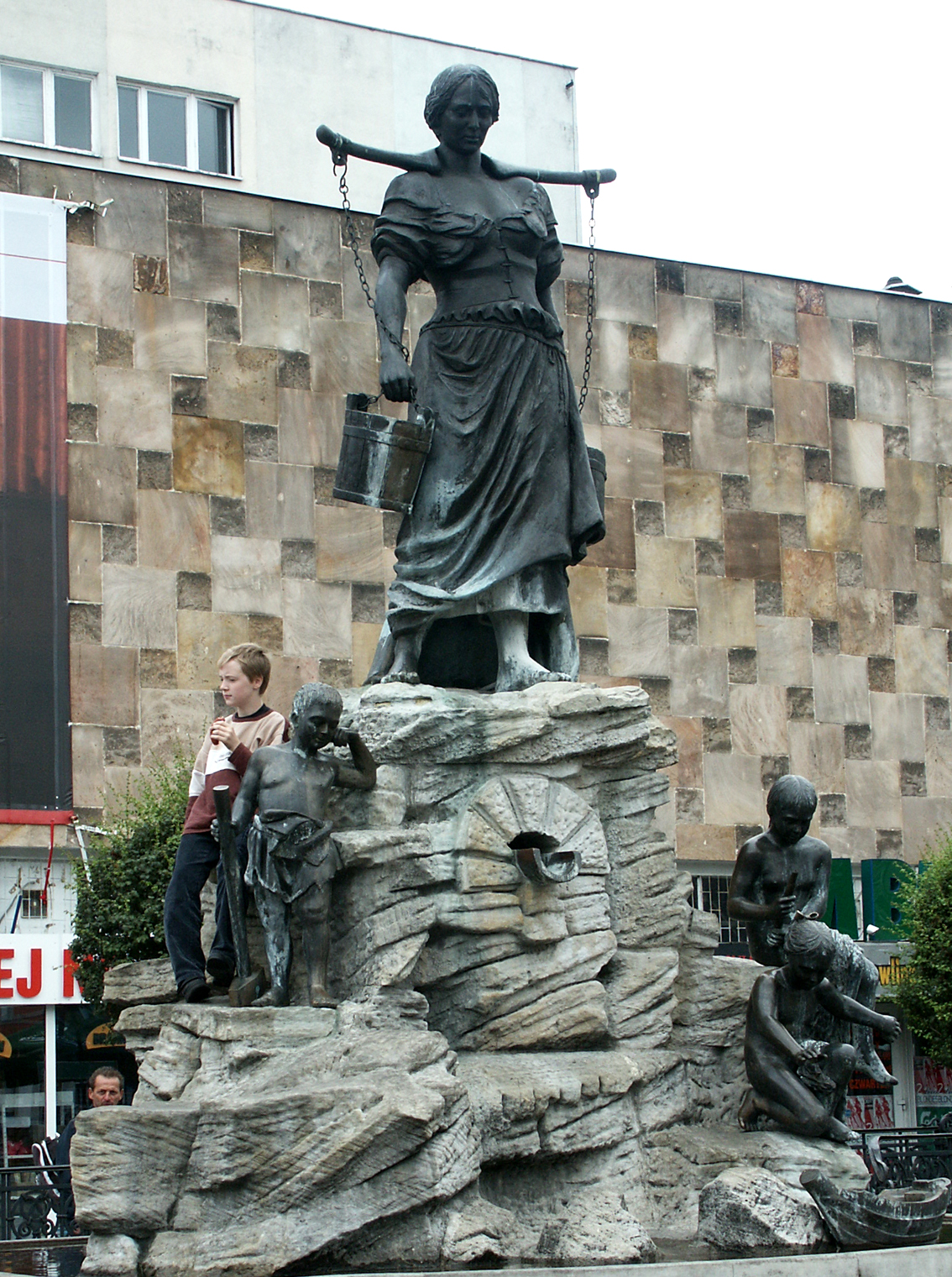
Fontanna Pauckscha w Gorzowie

W 1897 Hermann Paucksch ufundował fontannę - studnię w postaci kobiety - nosicielki wody symbolizującej Wartę. U dołu fontanny są dwie dziewczynki z wędką, siecią i stateczkiem jako symbole rybołówstwa  i żeglugi, a po drugiej stronie chłopiec z młotkiem i kołem zębatym jako symbol przemysłu. Wykonawcą był prof. Cuno von Uechtritz. W czasie I wojny światowej próbowano ją zdemontować. Już w 1942 została zdemontowana wraz z figurkami i ślad po nich zaginął. Nie zachowały się też po 1948 r. dokumenty o jej dalszych losach.
Współczesna wersja rzeźby autorstwa rzeźbiarki Zofii Bilińskiej odsłonięta została 2 lipca 1997 r.

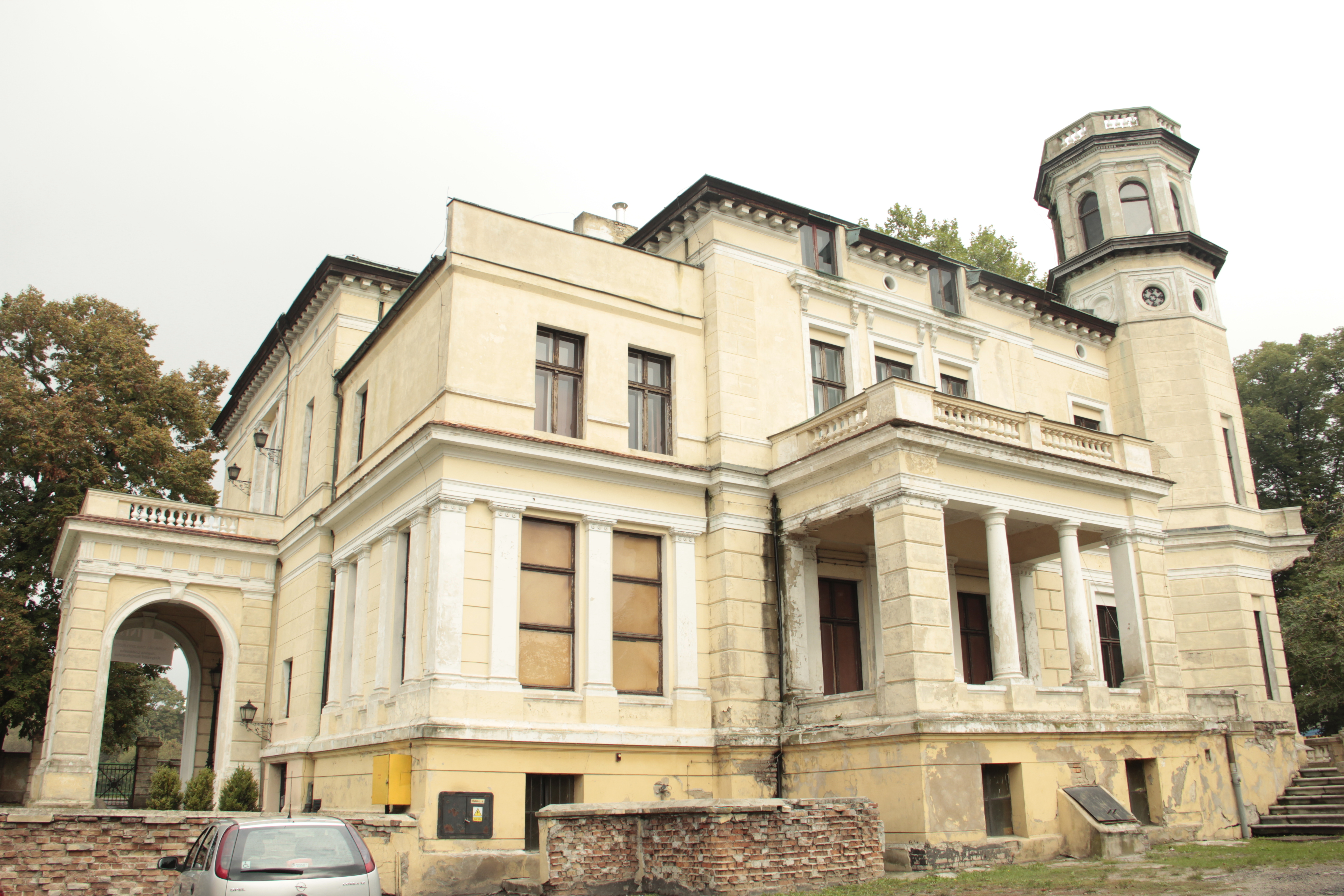
Willa Pauckscha (stan z 2014)

Istniejąca do dziś na Zawarciu willa Pauckscha posiadała neorenesansowe elewacje oraz narożną wieżę zwieńczoną attyką. Wewnątrz budynku znajduje się dwupoziomowy hall z antresolą oraz przeszklonym stropem. Na parterze znajdują się starannie odrestaurowane sale reprezentacyjne, których stropy pokryte są malowanymi sztukateriami także w stylu neorenesansowym. Na uwagę zasługuje sala biblioteki ze stylowym kominkiem i przyściennymi szafami na książki. 
W ogrodzie na obszernym tarasie znajduje się fontanna z figurami dzieci. Do 2014 roku w willi działał Grodzki Dom Kultury. W roku 2002 w willi odbył się zjazd potomków Hermanna Pauckscha. Niektórzy z nich właśnie w Gorzowie spotkali się po raz pierwszy.
27 kwietnia 2006 ok. godziny 14.10 robotnicy przygotowujący teren pod budowę nowej drogi natknęli się w Parku im. M. Kopernika na poszukiwany od wielu lat nagrobek jednej z najważniejszych postaci w historii Gorzowa.